# Guabamima saiva
Guabamima saiva är en insektsart som beskrevs av De Mello 1993. Guabamima saiva ingår i släktet Guabamima och familjen syrsor. Inga underarter finns listade i Catalogue of Life.